# サンホアキン郡 (カリフォルニア州)
サンホアキン郡（英: San Joaquin County、[ˈsæn wɑːˈkiːn] ( 音声ファイル)、発音からはサンワーキーンと表記できる）は、アメリカ合衆国カリフォルニア州のセントラルバレーにある郡である。サンフランシスコ・ベイエリアの東に位置している。人口は77万9233人（2020年）。郡庁所在地はストックトンである。

## 歴史
サンホアキン郡はカリフォルニア州が州に昇格した1850年に設立された郡の1つである。
郡名はサンホアキン川から採られた。19世紀初期、スペイン軍人ガブリエル・モラガ中尉がセントラルバレー下流を探検する隊を率いているときに、シエラネバダ山脈から湧き出てブエナビスタ湖に注ぐ小川に「サンホアキン」（聖ヨアキムという意味）と名付けた。サンホアキン郡にはサンホアキン・バレーでは初の恒久的家屋がある。
カリフォルニアが独立したメキシコの植民地であった間の1843年から1846年、サンホアキン郡となった地域に5つのメキシコ土地特許が与えられた。それらはカンポ・デ・ロス・フランセセス、パスカデロ（グリムズ）、パスカデロ（ピコ）、サンホン・デ・ロス・モケルムネスおよびトンプソンの各ランチョだった。

## 地理
アメリカ合衆国国勢調査局に拠れば、郡域全面積は1,426平方マイル (3,694 km2)であり、このうち陸地は1,399平方マイル (3,624 km2)、水域は27平方マイル (70 km2)で水域率は1.89%である。

### 国立自然保護地域
- サンホアキン川国立野生生物保護区（部分)

### 隣接する郡
- スタニスラウス郡 - 南、南東
- アラメダ郡 - 西
- コントラコスタ郡 - 西
- サクラメント郡 - 北
- アマドール郡 - 北東
- カラベラス郡 - 東
- サンタクララ郡 - 南西隅

## 都市

### 市町村
- ストックトン（郡庁所在地）
- トレイシー
- マンテカ
- ローダイ
- ラスロップ
- リポン

| - オーガスト - カントリークラブ - ファーミントン - フレンチキャンプ - ガーデンエーカーズ - ケネディ - リンカーンビレッジ - リンデン - ロッケフォード - モラダ - ノースウッドブリッジ - サウスウッドブリッジ - タフトモスウッド | - アカンポ - アトランタ - バンタ - グッドマンズコーナー - モルモン - マウンテンハウス（計画都市、計画人口 45,000人） - ニュージェルサレム - ソーントン - バーナリス - ビクター |

## 交通

### 主要高規格道路
- 州間高速道路5号線
- 州間高速道路205号線
- 州間高速道路580号線
- カリフォルニア州道4号線 (Crosstown Freeway/California Delta Highway)
- カリフォルニア州道12号線
- カリフォルニア州道26号線
- カリフォルニア州道88号線
- カリフォルニア州道99号線
- カリフォルニア州道120号線
- カリフォルニア州道132号線

### 公共交通
サンホアキン地域交通地区がストックトン市内のバス便を運行している。また郡内の都市間輸送、およびリバモア、プレザントン、サクラメントの各市およびサンタクララ郡への予約通勤経路にも運行している。
ロウダイ、マンテカ、トレイシー、およびリポンの各市は独自のバス運行システムを運営している。

### 鉄道とバス
グレイハウンドのバスとアムトラックの列車がストックトンで停車する。アムトラックのサンホアキン・オークランド・ベーカーズフィールド列車は、サンホアキン通り駅で停車する。アムトラックのサンホアキン・サクラメント・ベーカーズフィールド列車はロバート・J・カブラル駅で停車し、この駅はストックトンから出発するアルタモント通勤急行も使っている。RTDホッパーはリポン、エスカロン、マンテカ、ラスロップ、ソーントン、ウッドブリッジ、モラダ、およびリンデンと、ストックトン、トレイシーおよびロウダイを結ぶ公共バス輸送機関である。

### 空港
ストックトン都市圏空港はラスベガスへの旅客便と貨物便や一般用途に寄与している。その他郡内の一般用途空港としては、エスカロン空港、ロウダイ空港、およびトレイシー市民空港がある。

## 人口動態
以下は2000年国勢調査による人口統計データである。
| 基礎データ - 人口: 563,598人 - 世帯数: 181,629 世帯 - 家族数: 134,768 家族 - 人口密度: 156人/km2（403人/mi2） - 住居数: 189,160軒 - 住居密度: 10軒/km52（135/mi2） 人種別人口構成 - 白人: 58.13% - アフリカン・アメリカン: 6.69% - ネイティブ・アメリカン: 1.13% - アジア人: 11.41% - 太平洋諸島系: 0.35% - その他の人種: 16.26% - 混血: 6.05% - ヒスパニック・ラテン系: 30.53% - ドイツ系アメリカ人: 9.3% - アイルランド系アメリカ人: 5.3% - イングランド系アメリカ人: 5.0% 主たる言語による人口構成 - 英語: 66.4% - スペイン語: 21.3% - タガログ語: 2.2% - モン・クメール語派またはカンボジア語: 1.8% - ベトナム語: 1.1% - モン語: 1.1% | 年齢別人口構成 - 18歳未満: 31.0% - 18-24歳: 10.0% - 25-44歳: 28.8% - 45-64歳: 19.6% - 65歳以上: 10.6% - 年齢の中央値: 32歳 - 性比（女性100人あたり男性の人口） - 総人口: 99.9 - 18歳以上: 97.2 世帯と家族（対世帯数） - 18歳未満の子供がいる: 40.5% - 結婚・同居している夫婦: 54.3% - 未婚・離婚・死別女性が世帯主: 14.0% - 非家族世帯: 25.8% - 単身世帯: 20.7% - 65歳以上の老人1人暮らし: 8.4% - 平均構成人数 - 世帯: 3.00人 - 家族: 3.48人 収入と家計 - 収入の中央値 - 世帯: 41,282米ドル - 家族: 46,919米ドル - 性別 - 男性: 39,246米ドル - 女性: 27,507米ドル - 人口1人あたり収入: 17,365米ドル - 貧困線以下 - 対人口: 17.7% - 対家族数: 13.5% - 18歳未満: 23.7% - 65歳以上: 10.0% |

## 郡政府
サンホアキン郡は5人の委員からなる管理委員会が統治している。日々の運営は委員会が雇用した郡管理官が補助している。
郡政府は郡の職員が郡および市のコンピュータでウィキペディアの編集を行っていたことに関するスキャンダルで動揺している。

## 政治
サンホアキン郡はアメリカ合衆国大統領および連邦議会選挙で共和党寄りの地盤である。2008年の大統領選挙以前で民主党が多数を取ったのは1964年のリンドン・B・ジョンソンが最後だった。ただし、1992年と1996年のビル・クリントンは過半数ではないが多数を獲得した。2008年の選挙ではバラク・オバマが郡内投票数の54%を得票して勝利した。
アメリカ合衆国下院議員の選挙ではカリフォルニア州第11および第18選挙区の一部であり、カリフォルニア州議会下院議員の選挙では第10、第15、第17、第26選挙区、カリフォルニア州議会上院議員の選挙では第5および第14選挙区に入っており、2010年時点でアメリカ合衆国下院議員の2議席、州下院議員の3議席、州上院議員の1議席を民主党議員が、他の議席を共和党議員が務めている。
2008年の命題8に関する住民投票で郡内投票者の65.5%は法案に賛成した。これは同性同士の結婚を禁止するためのカリフォルニア州憲法修正案だった。

## 教育
サンホアキン郡内には14の教育学区があり、また私立学校も多い。
| 教育学区名       | 生徒数           | 言語科目成績 | 数学成績 |
| ---------------- | ---------------- | ------------ | -------- |
| エスカロン統一   | 3,140            | 49.4%        | 46.0%    |
| リンカーン統一   | 8,712            | 50.9%        | 51.3%    |
| リンデン統一     | 2,758            | 44.4%        | 45.9%    |
| ロウダイ統一     | 31,266           | 38.0%        | 43.1%    |
| マンテカ統一     | 23,643           | 42.7%        | 42.4%    |
| リポン統一       | 3,014            | 58.3%        | 60.3%    |
| ストックトン統一 | 38,617           | 29.1%        | 38.2%    |
| トレイシー統一   | 17,375           | 44.3%        | 41.2%    |
|                  | 全教育学区の平均 | 45.5%        | 48.5%    |

2010年6月8日、ラマーズビル統一教育学区がマウンテンハウスの新しい町で設立を認められた。

## 産業
サンホアキン郡には少なくとも2つの株式上場企業がある。すなわちダイアモンド・フーズとパシフィック・ステート・バンコープである。両社の株式はNASDAQに上場されている。